# Borio di Burio
I Borio sono un'antica famiglia nobile piemontese con ceppo originario in Costigliole d'Asti.
Gli esponenti di tale famiglia presero parte alle vicende storiche del Marchesato di Monferrato, del Ducato di Savoia, del regno di Francia e dello Stato Pontificio.

## Primi signori di Burio
Il primo dei Di Burio di cui si ha documentazione ufficiale è “un tale Eremberto”, come recita il documento “Euburias” del 4 maggio 839, il quale, “provenendo dalla contea di Asti, ed essendo fedele di Re Lotario”, venne da questo investito della signoria di Burio.
Eremberto, figlio di Ermenulfo, residente nell'astigiano, primo Comes di Burio, ebbe come figli Appo, il chierico Ermenefredo, il conte Ermenulfo di Stazzona (presso Angera), capostipite dei conti Besozzi (o da Besozzo) in Verbania e infine il conte Eremberto II di Burio, suo successore.
Durante i secoli IX-X i De Burio, talora indicati come De Burri, possedevano oltre a quella di Burio anche diverse altre castellanie, ad esempio quella non lontana di Cavorre, che deve il proprio nome proprio per essere l'antica “Ca Burre”, cioè guarnigione dei Burri. Cavorre (o Cavore o Cavorra) è luogo distrutto, situato grossomodo nell'odierno quartiere di Villavecchia di Costigliole d'Asti (di cui oggi Burio è una frazione). Una famiglia feudale denominata De Caburro appare poco dopo attiva anche in zone sud-piemontesi più distanti, come l'odierna Cavour.
È da segnalare anche la presenza di Burri (o Borri) a Milano, che potrebbero avere un legame con questa importante famiglia bassomedievale piemontese, come testimoniato dal fatto che il blasone dei Borri da Milano (un bufalo) si ritrova anche in un ramo chierese dei Borio residenti a Chieri fin dal XV secolo, e che consegnarono la medesima arma ai Savoia.

## Canonici del vescovo di Torino
Durante l'XI secolo i Signori di Burio giuravano la loro fedeltà ai vescovi di Torino. Uno di essi ad
esempio, tale Reguimiro, reggeva secondo il Casalis il feudo di Burio tramite “canonici suoi metropolitani”. Tale vincolo di vassallaggio dei De Burio al Vescovo di Torino è confermato da un impegno documentato di Arrigo III nei confronti dei primi..
Il primitivo castello di Burio fu probabilmente costruito dai De Burio intorno all'anno mille. Venne in seguito distrutto e ricostruito (XIII secolo).
Durante tale periodo Asti e i territori limitrofi (tra cui Burio) appartenevano agli arduinici conti di Torino (Adelaide di Susa e successivamente i primi conti di Moriana) e la castellania di Burio era inclusa nei domini del vescovo di Torino.
Già in tale data (1197) a Torino compare un Borio, credenziere insieme ad altri tre (Alessandri, di Covacis, di Salancia).

## Vassalli degli Aleramici
Agli inizi del XII secolo, quando Asti cessa di dipendere dai Conti di Torino, e si costituisce libero comune, Burio si svincola dal controllo del vescovo di Torino ed entra a far parte dei territori amministrati dai Marchesi del Vasto.
Quest'ultima casata, definita anticamente dei Marchesi di Savona, è un ramo cadetto degli [aleramici] Marchesi di Monferrato. Il personaggio più importante di questa dinastia, il Marchese Bonifacio del Vasto si trova a controllare una buona parte del Piemonte meridionale (una zona molto incolta e per questa definita “del Vasto”), che in seguito dovrà suddividere tra i suoi eredi, dando origine alle dinastie dei Marchesi di Saluzzo, dei Marchesi del Carretto, dei Marchesi di Busca e dei Conti di Loreto.
Uno dei suoi figli, secondo alcuni l'ottavo, Oddone Boverio Marchese di Busca e Conte di Loreto, cede al fratello Guglielmo e ai suoi discendenti i propri possedimenti, essendo tradizionalmente morto senza eredi maschi, non prima però di aver spontaneamente consegnato al libero comune di Asti metà del contado di Loreto (1149). Nel 1197, infatti, riporta il Guasco di Bisio, una quota di Burio viene acquisita dai Pallio (o Pallidi) di Asti, Drago e Roberto. Il contado di Loreto, di cui Burio rappresentava la castellania principale, era una vasta e ricca porzione di terre nei pressi di Asti, situata nella importantissima via del sale che dalla Provenza conduceva i mercanti al mare, comprendente tra gli altri le castellanie di Nizza Monferrato, Castelnuovo Calcea, Castagnole, Calosso, San Marzano Oliveto, Agliano, Lanerio. I Conti di Loreto di stirpe aleramica governavano un territorio così vasto grazie a consortili feudali legati da vincoli politici e familiari. Uno di questi era il cosiddetto consortile di Acquosana o Accosana, che comprendeva i feudi di Agliano (tuttora esistente) e di Lanerio (in seguito distrutto). Alcune delle famiglie comprese nel consortile di Acquosana erano i Musso e i Gatto discendenti da Ottone di Lanerio figlio di Manfredo di Brozolo, poi i Confalonieri e gli Asclerio (o Ascherio).
Nel 1149 Asti aveva già acquisito metà del Loreto per donazione spontanea di Bonifacio del Vasto. A seguito di tale donazione venne distrutta la vecchia Cavorre e fondato sui suoi resti un nuovo centro sotto il diretto controllo di Asti, Costigliole, dove sorse un primitivo castello, poi rimaneggiato in stile neogotico nel XIX secolo.
La prima invasione armata del Loreto avvenne invece nel 1177.
Il primitivo castello di Burio, venne invece distrutto una prima volta nel 1198, a seguito di una seconda invasione astese. A seguito di tale scontro Guglielmo dei Burri, insieme ad altri Signori del consortile, giurò fedeltà alla città di Asti per nome degli sconfitti (13 luglio 1198).
Nel XIV secolo, cessato in parte il pericolo imminente di invasioni esterne, le famiglie nobili di Asti si divisero in una lotta fratricida tra la fazione guelfa (capeggiata dai Solaro) e quella ghibellina (capeggiata dai Guttuari e riunitasi nel consorzio dei De Castello). Avendo in Roberto d'Angiò un protettore potente la fazione ghibellina inizialmente prevalse, scacciando i guelfi e insediando suoi esponenti nei vari possedimenti già conquistati. L'avamposto di Costigliole d'Asti venne custodito da Sandrone Asinari, di fazione ghibellina.
Una terza e più devastante invasione del Loreto avvenne dunque intorno al 1255, quando l'intero contado cadde nelle mani dei ghibellini astesi. Dopo l'incursione del Loreto Asti ne devastò le fortificazioni (radendo al suolo anche il castello di Burio, ricostruito poi per la seconda e ultima volta) e trasportò tutti gli abitanti nella neo-fondata Costigliole d'Asti, assoggettandoli alle usanze e alle gabelle del capoluogo. Gli astesi guelfi, frattanto, esuli da Asti, costruirono una cosiddetta “bastita” per difendersi dai ghibellini Asinari (il colle della Bastia, antistante il castello di Burio),
ma vennero dai secondi stanati e condotti in prigionia al castello di Costigliole, per mano di Martino Alfieri, ghibellino alleato degli Asinari.
Quando Roberto d'Angiò proseguì la sua calata verso Napoli i guelfi di Asti, capeggiati dai Solaro, portarono a termine una controffensiva nei confronti dei ghibellini culminata nella loro cacciata dalla città verso la campagna.
Nel 1341 i guelfi, ormai a corto di denaro, esaurite le spinte fratricide e in debito con la famiglia Asinari che aveva contribuito con ingenti prestiti alla città, donarono il feudo di Costigliole e tutti i suoi abitanti a Giorgio Asinari.

## Borio in Costigliole e diramazioni
Da questo momento in avanti compaiono dei Borio in Costigliole, nella frazione Annunziata (in un luogo ancor oggi definito Bricco Borio), presumibilmente nei pressi di un antico castello denominato di Blonay, poi distrutto tra il XVI e il XVII secolo. Contemporaneamente si assiste al mutamento del toponimo “De Burio” nel più moderno e volgarizzato “De Borio”.
Il feudo di Burio frattanto, come Costigliole per gli Asinari, venne ceduto dagli astigiani ghibellini alla famiglia dei Pelletta di Cossombrato. Dal 1600 furono invece i Pelletta Menstruello (o Mesturelli) di Soglio, discendenti dei primi, a ricoprirne la carica di Signori. I Pelletta di Cossombrato subaffittarono la loro porzione di feudo alla famiglia dei Berugi.
Insieme ai Pelletta, essendo Burio frammentata in sedicesimi dagli astigiani per impedirne la minacciosa ricostituzione, furono comproprietari a partire da tale periodo i Roero e i Malabaila, per poi passare in seguito di mano in mano tra diverse famiglie nobili di Asti e non solo, spesso per sole porzioni, fino a che venne acquistata in toto dai Lanzavecchia nel XIX secolo.
Da questo momento compaiono esponenti dei Borio anche in altre zone del Piemonte: dei Borio indicati come Conti di Sezzè (Sezzadio), un Bernardino Borio feudatario di Balangero a fine ‘300. Da Balangero i Borio si diramarono ancora in Ala e in Ciriè. Un altro ramo risalente a questo periodo è quello di Marene. Dal 1408 i Borio sono attivi anche in Villanova d'Asti, con un primo esponente di nome Giovanni. Questi fu credenziere che sottoscrisse il giuramento di fedeltà alla duchessa Valentina Visconti nel 1408.
Un pronipote di costui, nato circa nel 1510 è citato come capostipite nel consegnamento d'arma del 1687, con lo stesso stemma dei Borio descritto dal vescovo Cusani nella parrocchiale di Costigliole (“d'azzurro alla banda d'argento carica di un leone negro lampassato di rosso”).
Il ramo di Chieri, probabilmente affine a quelli di Villanova data la vicinanza geografica, consegna però un'arma (d'argento al buffalo nero passante) sovrapponibile a quella dell'antica famiglia dei Borri di Milano e, cita il consegnamento, esibiscono un privilegio proprio proveniente da Milano.
Oddone, nato nel 1500 circa, si trasferì in Novello, Terziere imperiale retto dai Marchesi Del Carretto, dando origine ai Borio di Novello che consegnarono lo stemma nel 1687 e vennero infeudati di parte di Dogliani nel 1694 in feudo "nobile antico avito e paterno".Tra i Borio rimasti in Costigliole è da citare il Nobile Giovanni (n. 1560 circa), Capitano d'artiglieria di S.A.R., Capo di coorte, che servì sotto il Conte Renato Roero, che era Luogotenente Generale e Veedore generale delle milizie di Sua Maestà (dal 1607). Il Capitano Giovanni è citato anche nell'attestato giudiziale di notorietà del 1820 sottoscritto dal Sindaco e dal Consiglio Comunale di Tigliole, allegato al processo per l'ammissione quale cavaliere di giustizia nella Milizia Mauriziana per il Nobile Giuseppe Pansoya di Borio per il quarto materno Borio di Tigliole, nel quale attestato si legge “…essere cosa pubblica e notoria che in detta Famiglia Borio di Tigliole vi siano stati militari al servizio della Real Casa di Savoja, e particolarmente un Giovanni Capo di Coorte sotto gli ordini del Luogotenente Generale Renato Roero”. Giovanni sposò alla fine del '500 Leonora Asinari dei Conti di Costigliole, nata intorno al 1565, di Michele, di Girolamo, che si impegnò in una lunga lotta giudiziale per le sue pretese feudali su Costigliole contro i Verrasis. Leonora, rimasta vedova di Giovanni si risposò con un tale Alberto Viale, nobile di Costigliole. È noto che Leonora Asinari vedova Borio si adoperò alquanto in opere pie; infatti fondò in Costigliole la “Compagnia del Suffragio”, che aveva sede in una delle cappelle erette dalla famiglia Borio nel XVII secolo all'interno della Parrocchiale. Tale Compagnia si inseriva nel numero delle Confraternite locali di cui quella della Misericordia e quella di San Girolamo rappresentavano le principali. Diversi Borio furono inoltre priori di queste ultime. Nel feudo papalino di Tigliole compare per la prima volta un Borio di nome Secondo, notaio (1585), figlio dei suddetti nobile capitano Giovanni Borio e di Leonora Asinara contessa "pretendente" di Costigliole. Questi è il capostipite della linea dei Borio di Tigliole, tuttora rappresentata. Dei successivi Borio in Costigliole, oltre a diversi priori delle confraternite locali, spiccarono un ingegnere Giovanni Antonio che nel 1759 fu incaricato di eseguire una perizia per la costruzione di un ponte tra le regioni Borio e Monte Albano di San Marzano e la regione Nizza di Castelnuovo Calcea, entrambe limitrofe a Costigliole e, nel 1850, don Giuseppe Borio, canonico della collegiata di San Secondo in Asti, che modificò la struttura interna medievale dell'edificio.